# Боровина (село)
Бòровина е село в Южна България, община Мадан, област Смолян. Старото име на селото е Чамлъджа.

## География
| Население по години | Население по години |
| ------------------- | ------------------- |
| 1934 г.             | 351 души            |
| 1946 г.             | 430 души            |
| 1956 г.             | 452 души            |
| 1975 г.             | 467 души            |
| 1985 г.             | 498 души            |
| 1994 г.             | 504 души            |
| 2003 г.             | 430 души            |
| 2014 г.             | 352 души            |
| 2018 г.             | 311 души            |

Село Боровина се намира в Родопите, на около 19 km източно от центъра на град Смолян и 9 km северно от град Мадан. Разположено е в долината между две разклонения на големия рид, започващ на югоизток от седловината Рожен в Переликско-Преспанския дял на Родопите и навлизащ между реките Черна и Малка Арда – леви притоци на Арда, както и по долинните склонове на тези две разклонения. То е едно от най-големите села в община Мадан. Надморската височина на селото варира от 900 до 1250 m, в силно разчленена планинска местност. Поради голямата си надморска височина и местоположение селото е труднодостъпно през зимния период. До него се достига по общински път, който започва на север от кръстовище с третокласния републикански път III-865 в близост с река Арда и минава през селата Върбина, Ливаде и Студена.
Името Боровина селото носи от 1934 година. Преди това то се нарича Чамлъджа, което, преведено от турски, означава „борова гора“. Това е най-голямото село от бившата Върбинска община. Преди село Боровина са селата Върбина, след това е Ливаде, Студена и Боровина. След село Боровина се намират няколко села, едното е село Катраница, другото е Белев дол, има и няколко махали на известно разстояние от селото: едната е Бука, другите са Орловица, Русиново, Хасана и др., но всички те са в община Смолян.

## История
В османски поименен регистър от 1841 година се посочва, че от Боровина (Чамлъджа) са постъпили в армията 6 войници, което е косвено доказателство, че по това време в селото са живели помаци. Към 1912 – 1913 година броят на помаците, живеещи в Боровина (Чамлъджа) е 80.
Селото е в България от 1912 г. Преименувано е на Боровина с министерска заповед № 2820, обнародвана на 14 август 1934 г.
Към 31 декември 1934 г. към Боровина спадат махалите Букът, Орловица, Славейковци (Хасановци) и Чиевци.
Във фондовете на Държавния архив Смолян се съхраняват документи от съответни периоди на/за:
- Списък на фондове от масив „K“:

– Народно първоначално училище „Васил Левски“ – с. Боровина, Смолянско; фонд 474K; 1933 – 1944; Промени в наименованието на фондообразувателя:
> Народно първоначално училище „Васил Левски“ – с. Чамлъджа (Боровина), Смолянско (1913 – 1934);
> Народно първоначално училище „Васил Левски“ – с. Боровина, Смолянско (1934 – 1944);
- Списък на фондове от масив „С“:

– Народно основно училище „Васил Левски“ – с. Боровина, Смолянско; фонд 1192; 1939 – 2002; Промени в наименованието на фондообразувателя:
> Народно първоначално училище „Васил Левски“ (1944 – 1952);
> Народно основно училище „Васил Левски“ (1952 – 1991);
> Основно училище „Васил Левски“ (1991–).

## Обществени институции
Село Боровина към 2020 г. е център на кметство Боровина.
В село Боровина към 2020 г. има:
- действащо читалище „Родолюбец -1965“;[12][13]
- действащо общинско основно училище „Васил Левски“;[14]
- постоянно действаща джамия;[15];
- пощенска станция.[16]

## Икономика

### Земеделие
Работата на боровинци винаги е била свързана със земята и животните. Главен поминък на населението е земеделието. Основна селскостопанска култура в миналото е бил тютюнът. С безкраен и тежък труд хората благодарение на него изкарват прехраната си. От 1961 г. тютюнопроизводителите на селото са включени в ДЗС село Върбина и през цялото време на тютюнопроизводството бригадир е бил М. Караасенов. През 1965 г. производителите на тютюн от село Боровина са на първо място в общината. През последните 10 години преди 2015 г. тютюн не се произвежда в селото. Други селскостопански култури, които се произвеждат, са картофи, фасул и зърнено-хлебни култури.

### Животновъдство
Друг отрасъл е животновъдството. В миналото хората са отглеждали много животни – овце, кози, говеда и други.

### Текстилна промишленост
От 1985 г. голяма част от жените на селото работят в местния шивашки цех към ЕАД „Слънце“ гр. Смолян, но след закриването му в същата сграда отваря врати шивашкия цех „Елегант – МТ“ ООД.

### Дърводобив
Горските насаждения в село Боровина са съставени предимно от бял и черен бор, смърч и единично бук и дъб, на възраст от 80 до 100 г. с голяма пълнота и гъстота.

### Билкарство
През лятото и есента част от хората се занимават със събирането на диворастящи гъби, билки и плодове (малини, къпини, диви ягоди).

## Кухня
Характерни храни и напитки за село Боровина са колаци, лукми, клин компиров, оризов клин, макаронов клин, тиков клин, благ клин, пареник, мисирва чорба, трахана, качамак, филник, расол, бубуне, обърнато, кашник, каша, рачел, печена тиква в тава или варена тиква в тенджера, фудулка, урда, смидар, мисиров колак, цал компир варен и запържен в сахан, трит компир, цал компир, цал компир не белен с корите печен във фурна, манахо месо в тава, приварено байремско месо и запечетено в буркане, цал компир белен печен в тава, зелеви сарми с настърган компир, варен кочен с месо, коченва чорба, счукан бел лук и запържен с масло, счукан бел лук разбъркан с огурт, огурт, сладко от зелени домати, компоти и сокове от най-различни плодове, люто от най-различни сушени плодове и други.

## Редовни събития
Спазват се традиции и обичаи, свързани с религиозните и културните празници.